# Сент-Суль
Сент-Суль (фр. Sainte-Soulle) — коммуна во Франции, находится в регионе Пуату — Шаранта. Департамент коммуны — Шаранта Приморская. Входит в состав кантона Ла-Жарри. Округ коммуны — Ла-Рошель.
Код INSEE коммуны — 17407.

## Население
Население коммуны на 2010 год составляло 3577 человек.
| 1962 | 1968 | 1975 | 1982 | 1990 | 1999 | 2010 |
| ---- | ---- | ---- | ---- | ---- | ---- | ---- |
| 1416 | 1386 | 1918 | 2221 | 2603 | 2652 | 3577 |